# Église Saint-Symphorien de Saint-Pantaléon
Pour les articles homonymes, voir Église Saint-Symphorien.
L'église Saint-Symphorien est une église paroissiale du XIXe siècle située à Saint-Pantaléon, ancienne commune intégrée à Autun, en Saône-et-Loire en France. Elle succède à une église attestée au XIIe siècle.

## Ancienne église

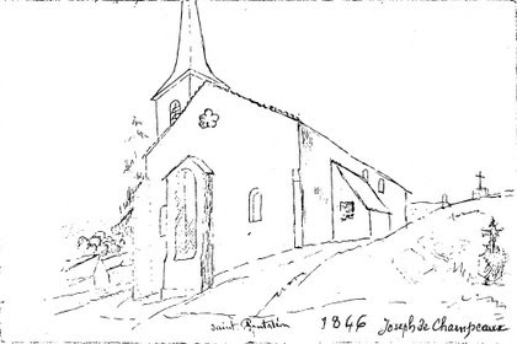
L'ancienne église, dessin de Joseph de Champeaux en 1846.

La première attestation de l'église Saint-Pantaléon remonte à 1132. L'évêque d'Autun Étienne de Bagé donne l'église à l'abbaye Saint-Martin d'Autun. D'autres sources témoignent qu'elle dût être restaurée après les guerres de Religion. Les paroissiens, qui avaient protégé le mobilier de l'église des pillages protestants, n'ont rendu celui-ci qu'à la condition que l'abbaye prenne à sa charge la reconstruction de l'édifice.
L'église est située au sud du cimetière, dans l'angle formé par les chemins allant à Saint-Symphorien et à Saint-Martin. Il existe au moins quatre descriptions contemporaines de l'édifice (un acte de vente de l'an IV, le cadastre de 1823, une description par l'abbé Devoucoux et une illustration de Joseph de Champeaux en 1846), qui ne se recoupent pas nécessairement.

## Nouvelle église

### Construction
Lorsque l'église est rendue au culte après la Révolution, elle accueille non plus seulement les paroissiens de Saint-Pantaléon, mais aussi ceux de Saint-Vincent et de Saint-Pierre, paroisses et communes qui viennent d'être absorbées par Saint-Pantaléon. Elle devient trop petite.
En 1855, suivant un projet dressé par Roidot-Marillier, la municipalité s'engage à agrandir l'édifice, « considérant que beaucoup de parties de l'église, et notamment le clocher refait en 1830, pouvaient être réutilisées ». Le projet est cependant abandonné pour un autre, porté par l'architecte mâconnais André Berthier et le Conseil des bâtiments civils, qui prévoit la construction d'une nouvelle église.
Entre 1858 et 1859, la nouvelle église est bâtie au nord du cimetière et l'ancienne est rasée. Les derniers travaux sont terminés en 1863. Entre-temps, l'édifice est consacré par l'évêque Frédéric-Gabriel-Marie-François de Marguerye sous le vocable de saint Symphorien, martyr d'Autun du IIe siècle.

### Architecture
Dans sa continuité historique, l'église présente un style néo-roman.

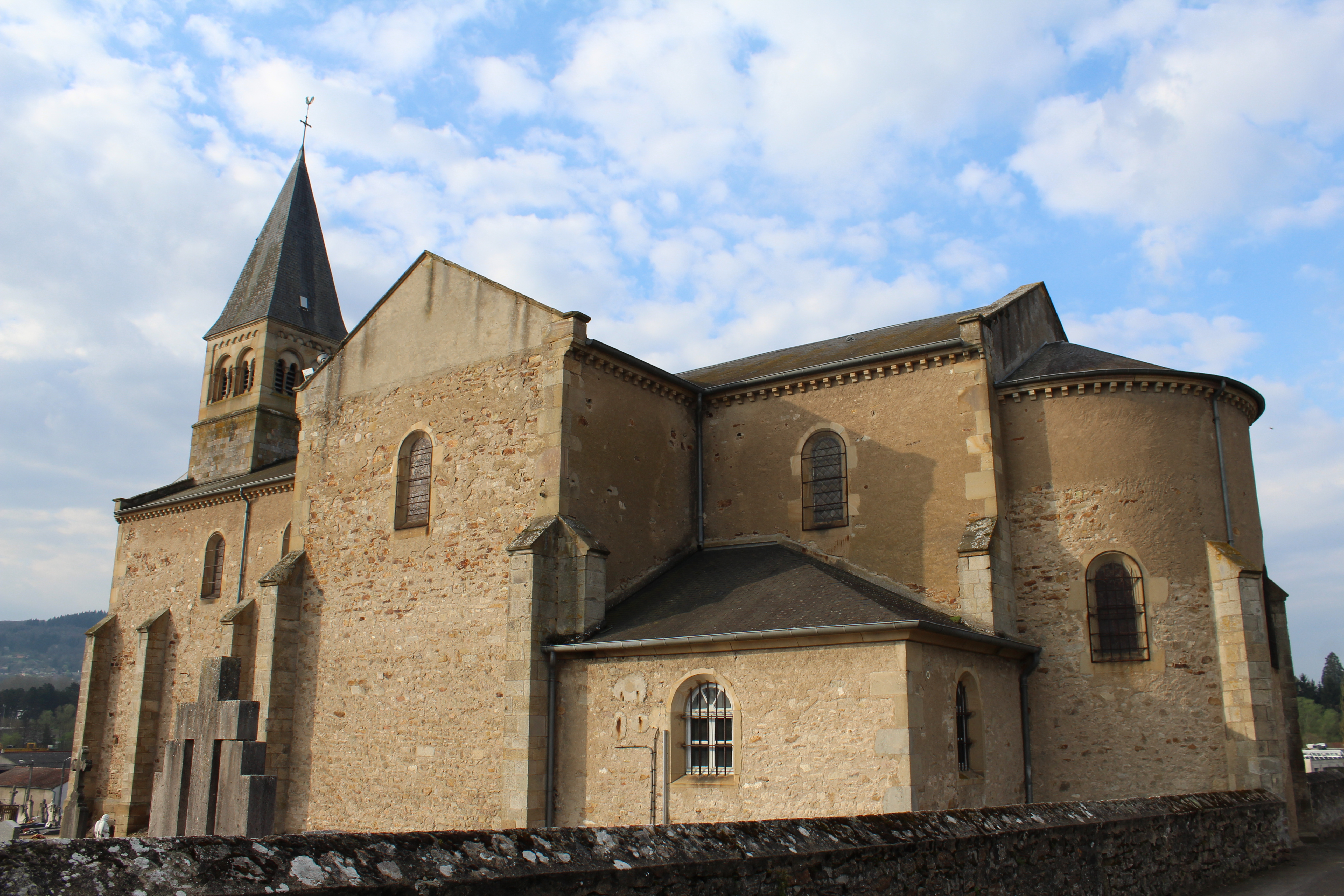
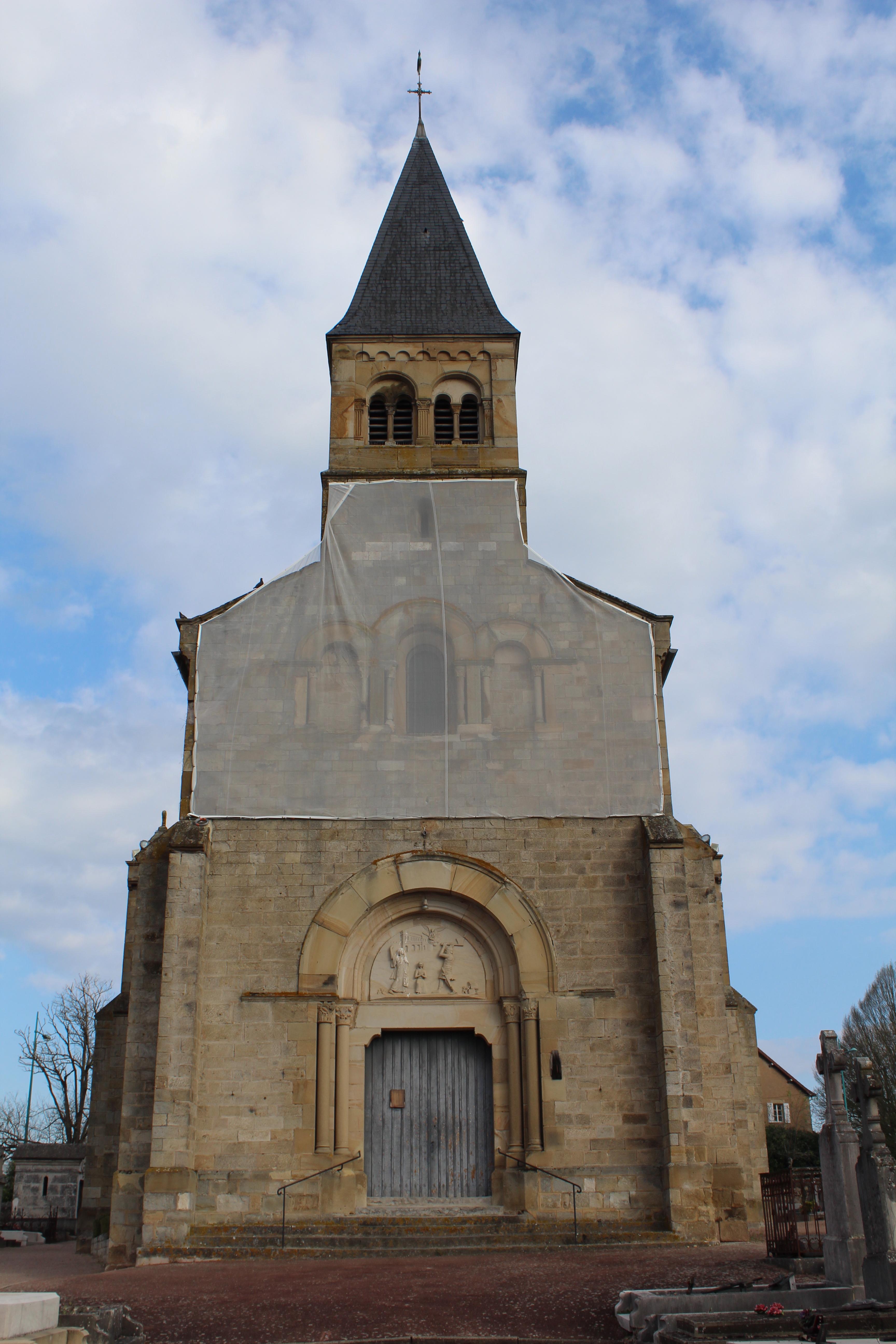
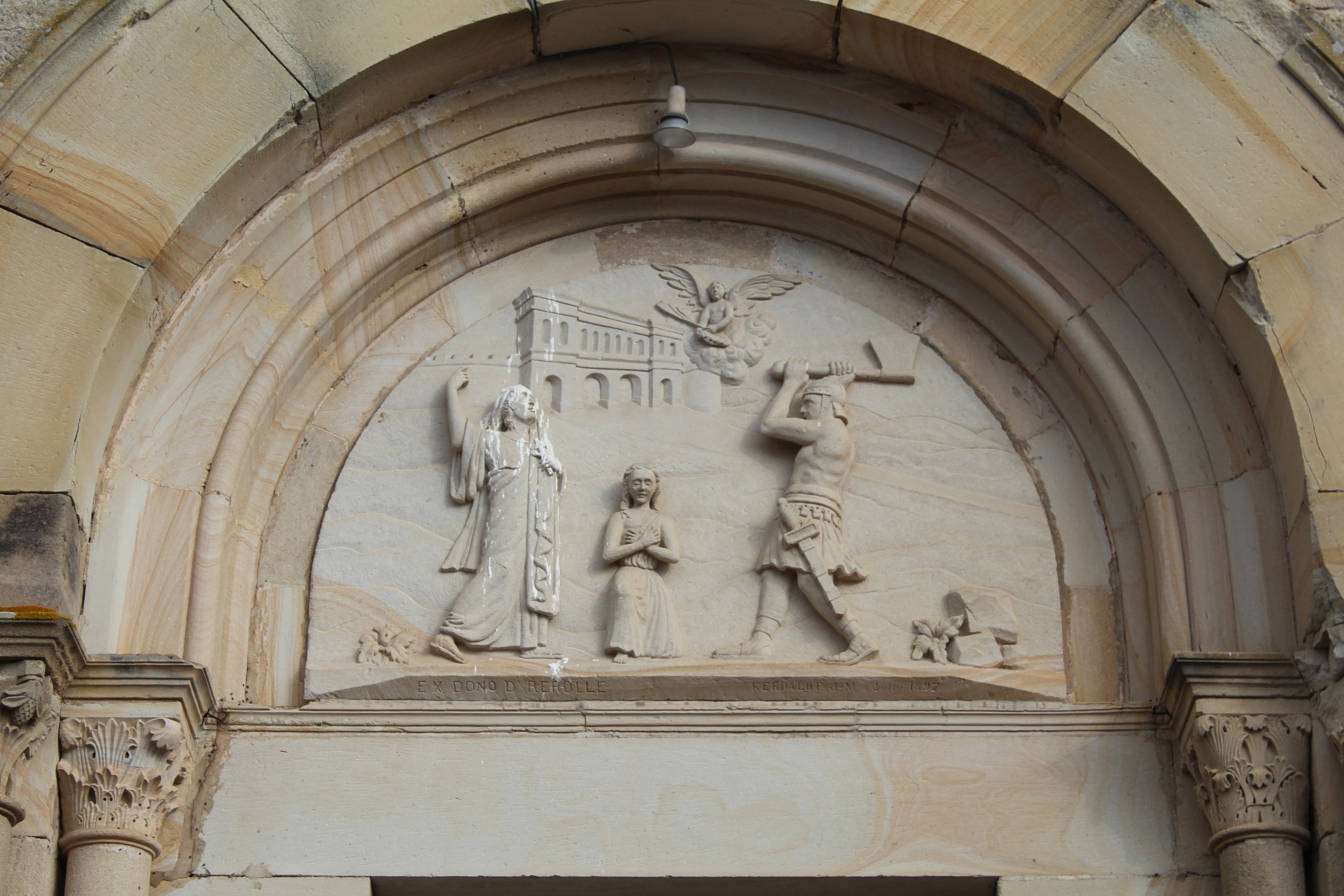
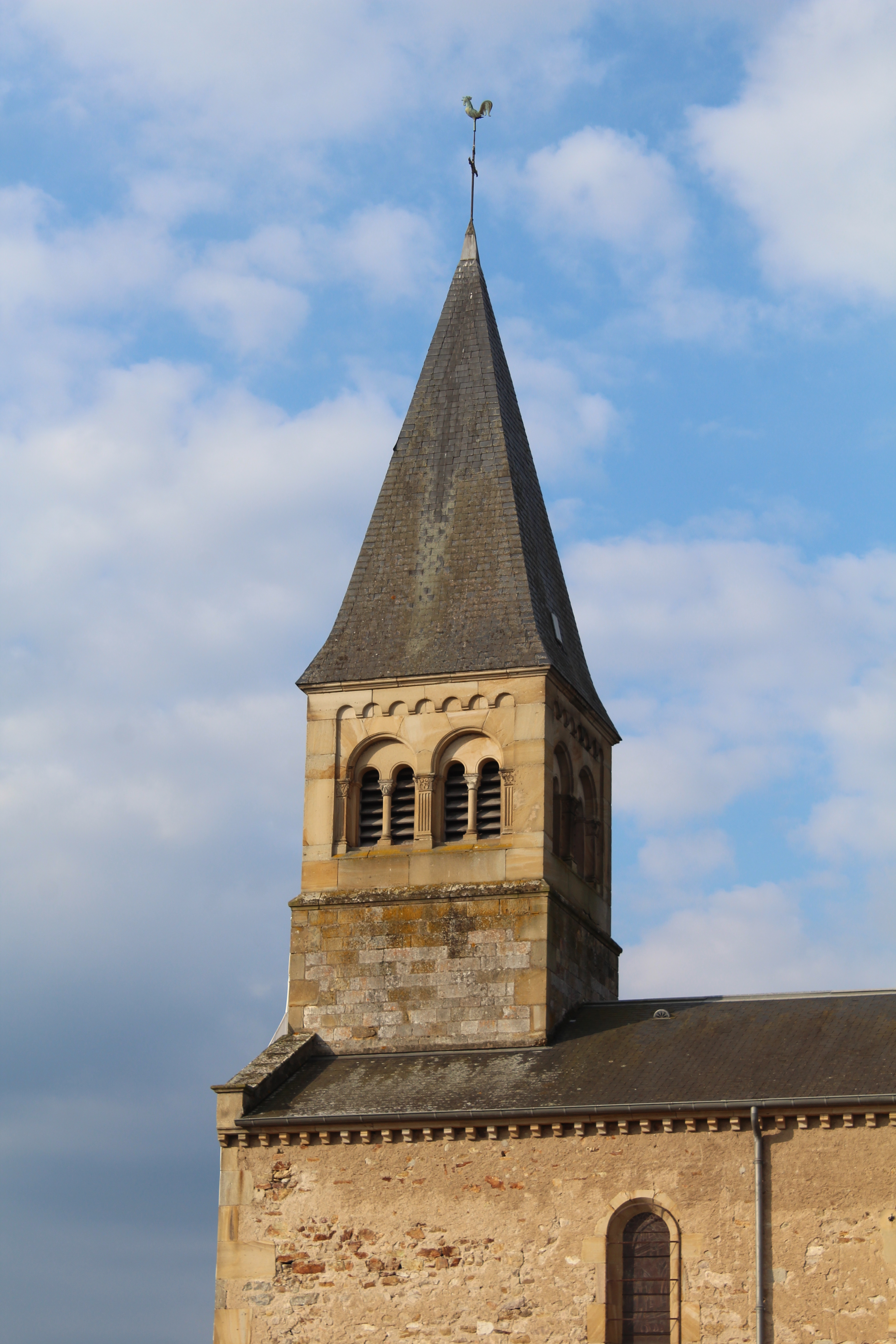

Elle bénéficie d'une réfection en 1897.

## Patrimoine mobilier
L'église Saint-Symphorien conserve le mobilier de sa prédécesseuse, dont un retable de l'Annonciation réalisé en 1520 et une statue en pierre de saint Jean-Baptiste du XVe siècle. Elle conserve aussi un triptyque représentant une Vierge à l'Enfant avec saint Jean-Baptiste.

## Fontaine de Saint-Symphorien
L'ancienne fontaine de Saint-Symphorien, à la pointe sud du cimetière, est un lieu à légendes. Il s'y déroulait autrefois un pèlerinage pour guérir de la fièvre ou faire pleuvoir,,.